# Campeonato Alagoano de Futebol da Segunda Divisão de 2012
O Campeonato Alagoano de Futebol - Segunda Divisão de 2012 foi a 24ª edição da segunda divisão deste campeonato estadual.
De início, 10 equipes iriam participar desta competição. Contudo, três delas desistiram de disputá-lo, sendo elas Bom Jesus, Dimensão Saúde e Igaci, alegando problemas financeiros.
O campeão deste campeonato foi o Comercial.

## Participantes

### Grupo A
| Equipe      | Cidade             | Em 2011                         | Estádio               | Capacidade | Títulos        | Última Part. |
| Ipanema     | Santana do Ipanema | 10º colocado (Primeira Divisão) | Arnon de Mello        | 6 000      | 1 (em 1989)    | 2005         |
| Igreja Nova | Igreja Nova        | 9º colocado                     | Estádio Alfredo Leahy | 6 000      | 0 (não possui) | 2011         |
| União       | União dos Palmares | 5º colocado                     | Praxedão              | 4 000      | 1 (2009)       | 2011         |

### Grupo B
| Equipe           | Cidade           | Em 2011        | Estádio             | Capacidade | Títulos        | Última Part. |
| Comercial        | Viçosa           | 10º colocado   | Teotônio Vilela     | 10 000     | 0 (Não possui) | 2011         |
| Dinamo           | Maceió           | Não participou | José Gomes da Costa | 4 000      | 0 (Não possui) | ?            |
| São Domingos     | Marechal Deodoro | 7º colocado    | Cordeirão           | 4 000      | 1 (em 1999)    | 2011         |
| Sete de Setembro | Maceió           | 12º colocado   | João Batista        | 10 000     | 0 (Não possui) | 2011         |

## Primeira fase

### Grupo A

#### Turno único
Primeira rodada
| 22 de setembro | Igreja Nova | 0 – 0 | União | Estádio Alfredo Leahy, Penedo                                       |
| 15:00          |             |       |       | Público: 101 pagantes Árbitro: AL José Reinaldo de Figueiredo Filho |

Segunda rodada
| 29 de setembro | Ipanema     | 1 – 1 | Igreja Nova   | Arnon de Mello, Santana do Ipanema                         |
| 15:00          | Wilames 66' |       | Cristiano 69' | Público: 241 pagantes Árbitro: AL Silvio Acioli dos Santos |

Terceira rodada
| 4 de outubro | União          | 1 – 1 | Ipanema    | Praxedão, União dos Palmares                           |
| 15:00        | Elinaldo 90+3' |       | Felipe 25' | Público: 159 pagantes Árbitro: AL George Alves Feitosa |

### Grupo B

#### Turno único
Primeira rodada
| 22 de setembro | São Domingos | 1 – 2 | Sete de Setembro        | Municipal Gerson Amaral, Coruripe                     |
| 15:00          | Adriano 53'  |       | Paulino 29' · Diego 38' | Público: 47 pagantes Árbitro: AL Gerson Alves Feitoza |

| 23 de setembro | Comercial                 | 2 – 1 | Dinamo      | Teotônio Vilela, Viçosa                                 |
| 15:00          | Carlos 27' · Anderson 49' |       | Gabriel 47' | Público: 491 pagantes Árbitro: AL Denis Ribeiro Sarafim |

Segunda rodada
| 29 de setembro | São Domingos                                        | 4 – 0 | Dinamo | Municipal Gerson Amaral, Coruripe                               |
| 13:15          | Adriano 9' · Janilson 47' · Rildo 78' · Temison 79' |       |        | Público: 47 pagantes Árbitro: AL José Reinaldo Figueiredo Filho |

| 29 de setembro | Sete de Setembro | 1 – 1 | Comercial      | Teotônio Vilela, Viçosa                                   |
| 15:15          | Ivan 47'         |       | Franknelis 32' | Público: 47 pagantes Árbitro: AL José Ricardo Laranjeiras |

Terceira rodada
| 4 de outubro | Comercial              | 2 – 2 | São Domingos     | Teotônio Vilela, Viçosa                                    |
| 15:00        | Otávio 8' · Carlos 65' |       | Adriano 41', 57' | Público: 272 pagantes Árbitro: AL Silvio Acioli dos Santos |

| 4 de outubro | Dinamo | 0 – 2 | Sete de Setembro          | José Gomes, Murici                                      |
| 15:00        |        |       | Patrick 38' · Givaldo 79' | Público: 0 pagantes Árbitro: AL Rafael Carlos Salgueiro |

## Fase final
|  | Semifinais       | Semifinais | Semifinais | Semifinais |   |       | Final | Final | Final | Final |
|  |                  |            |            |            |   |       |       |       |       |       |
|  | União            | 1          | 0          | 1          |   |       |       |       |       |       |
|  | Sete de Setembro | 0          | 0          | 0          |   |       |       |       |       |       |
|  | Sete de Setembro | 0          | 0          | 0          |   | União | 0     | 2     | 2     |       |
|  |                  |            |            |            |   | União | 0     | 2     | 2     |       |
|  |                  | Comercial  | 1          | 2          | 3 |       |       |       |       |       |
|  | Comercial        | Comercial  | 1          | 2          | 3 | 2     | 2     | 4     |       |       |
|  | Comercial        |            |            |            |   | 2     | 2     | 4     |       |       |
|  | Ipanema          | 0          | 1          | 1          |   |       |       |       |       |       |

### Semifinais
Jogos de ida
| 14 de outubro | União         | 1 – 0 | Sete de Setembro | Praxedão, União dos Palmares                  |
| 15:00         | Josenaldo 10' |       |                  | Público: 191 Árbitro: AL George Alves Feitoza |

| 14 de outubro | Comercial                | 2 – 0 | Ipanema | Teotônio Vilela, Viçosa                          |
| 15:00         | Felipe 23' · Olimpio 90' |       |         | Público: 657 Árbitro: AL José Reinaldo Figueredo |

Jogos de volta
| 21 de outubro | Ipanema      | 1 – 2 | Comercial                | Juca Sampaio, Palmeira dos índios              |
| 15:00         | Erivaldo 10' |       | Anderson 54' · Bruno 89' | Público: 274 Árbitro: AL Gheorge Alves Feitoza |

| 21 de outubro | Sete de Setembro | 0 – 0 | União | José Gomes, Murici                                |
| 15:00         |                  |       |       | Público: 205 Árbitro: AL Silvio Acioli dos Santos |

### Final
Jogo de ida
| 25 de outubro | União | 0 – 1 | Comercial | Praxedão, União dos Palmares                     |
| 15:00 (UTC−3) |       |       | Bruno 85' | Público: 378 Árbitro: AL José Ricardo Laranjeira |

Jogo de volta
| 28 de outubro | Comercial                        | 2 – 2 | União                         | Teotônio Vilela, Viçosa                            |
| 15:00 (UTC−3) | Franknelles 80' · Anderson 90+1' |       | Josenaldo 35' · Ricardo 90+2' | Público: 1,584 Árbitro: AL José Reinaldo Figueredo |

## Campeão
| Campeonato Alagoano da Segunda Divisão 2012 |
| ------------------------------------------- |
| COMERCIAL Campeão (1º título)               |